# Comté de Carbon (Wyoming)
Pour les articles homonymes, voir Comté de Carbon.
Le comté de Carbon est un comté de l'État du Wyoming dont le siège est Rawlins. Selon le recensement de 2010, sa population est de 15 885 habitants.

## Villes
- Saratoga